# Stuifbrand (tarwe)
Stuifbrand (Ustilago tritici, synoniemen: Ustilago nuda f. tritici, Ustilago segetum var. tritici) is een brandschimmel die behoort tot de basidiomyceten en tarwe kan infecteren. De aren verkleuren zwart door de vorming van chlamydosporen (teleutosporen). Door het ontsmetten van zaaizaad is de ziekte te voorkomen, waardoor de ziekte in de gangbare landbouw bijna niet voorkomt, maar nog wel in de biologische landbouw.

## Levenscyclus
De aangetaste planten zijn langer en komen eerder in bloei dan de gezonde planten. De op de aangetaste aren gevormde teleutosporen worden na het breken van het dunne dekvlies door de wind verspreid en infecteren tijdens de bloei de stempels van de gezonde, bloeiende planten. De teleutospore vormt een basidium. Infectie treedt alleen op als twee verenigbare (compatibele) sporidia (basidiosporen) zich op de stempel onder de juiste omstandigheden ontmoeten en versmelten. Versmelting vindt plaats via een conjugatiebuis tot een tweekernige (dikaryotische) cel. Vervolgens ontstaat een appressorium dat de stempel binnendringt en wordt een promycelium gevormd, dat het vruchtbeginsel infecteert. De schimmel blijft in rust in het vruchtbeginsel. Tijdens de kieming en verdere groei van geïnfecteerde graankorrels verspreidt de schimmel zich door de plant en in de aar via de intercellulaire ruimten. In de aar worden de geelbruine tot olijfbruine, 5-9 µm grote teleutosporen gevormd worden. Alleen de aarspil wordt niet geïnfecteerd. Op de sporen zitten kleine stekeltjes.

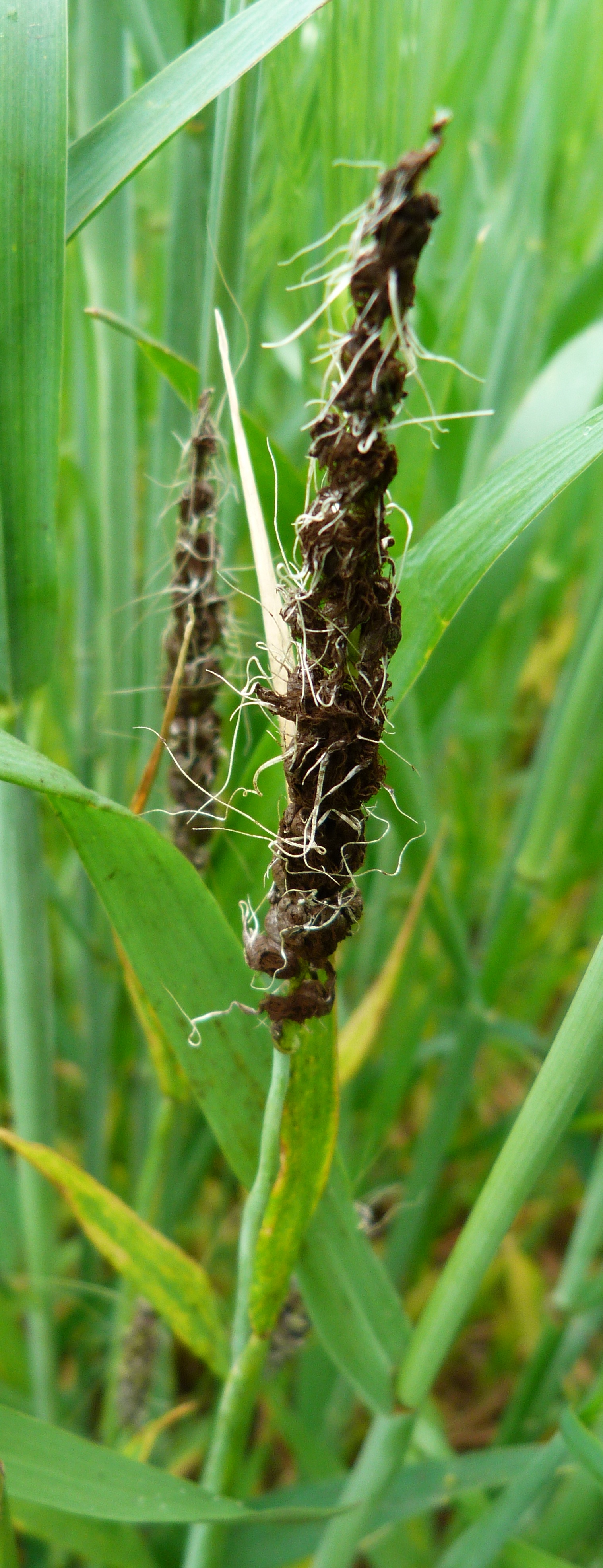
Symptomen op gerst zijn vergelijkbaar met stuifbrand op tarwe

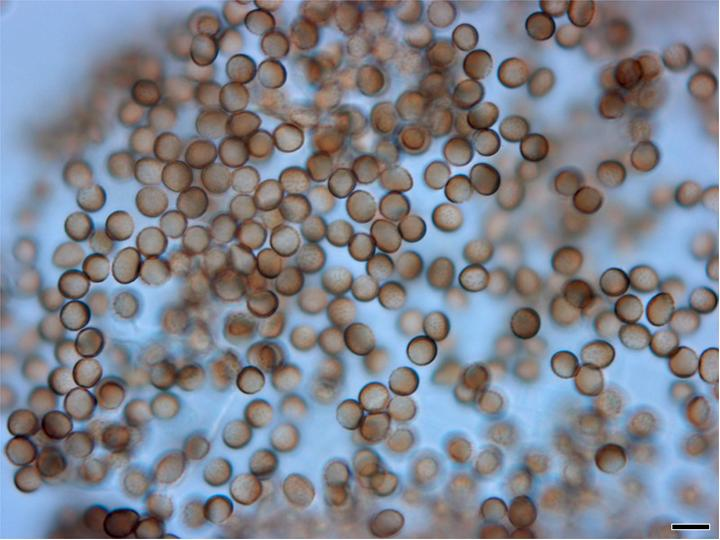
Teleutosporen (brandsporen) op gerst vergelijkbaar met die op tarwe